# إيمي غرين
إيمي غرين (بالإنجليزية: Amy Greene)‏ (2 أكتوبر 1975)؛ روائية أمريكية.